# Prionapteryx fuscilella
Prionapteryx fuscilella là một loài bướm đêm trong họ Crambidae.